# Kanton Saint-Georges-Oyapoc
Kanton Saint-Georges-Oyapoc (francouzsky Canton de Saint-Georges-Oyapoc) byl francouzský kanton v departementu Francouzská Guyana v regionu Francouzská Guyana. Tvořily ho 3 obce. Zrušen byl po reformě kantonů 2014.

## Obce kantonu
- Camopi
- Ouanary
- Saint-Georges